# Rose-Marie (operette)
Rose-Marie is een operette met muziek van Rudolf Friml en Herbert Stothart. Ze ging in première op Broadway op 2 september 1924 en werd uiteindelijk 557 keer opgevoerd. In 1925 werd de opvoering van Rose-Marie verplaatst van Broadway naar Theatre Royal in Londen, waar 581 optredens plaatsvonden.

## Geïnspireerde werken
De operette werd drie keer verfilmd. De eerste was een stomme film Rose-Marie uit 1928, waarin Joan Crawford en James Murray de hoofdrollen hadden.
De meest bekende verfilming is die uit 1936 met Jeanette MacDonald, Nelson Eddy en James Stewart. Ondanks het feit dat deze verfilming het populairst werd, was de plot veranderd en kwamen ook veel liedjes in de film niet voor. In 1954 werd nog een verfilming uitgebracht met Ann Blyth en Howard Keel.
Veel liedjes uit de operette werden opgenomen door bekende zangers en zangeressen, waaronder Julie Andrews en Giorgio Tozzi.